# 미니특공대의 등장인물 목록

## 주연

### M-03G팀

#### 볼트
미니특공대의 리더를 맡고있다.

#### 레이
미니특공대의 초특급 대원이다

## 특공로봇

### 단신

#### 무인

##### 볼트봇
볼트의 전용 특공로봇. 내구력과 민첩함이 매우 강하며, 눈에서 레이저가 나간다. 강철의 날개와 태풍의 검으로 상대를 끝낸다.

##### 새미봇
새미의 전용 특공로봇. 특공카 디자인은 소방차. 공격력과 방어력이 매우 강하며, 연발포를 발사한다. 볼트를 엄호할 정도로 강력하다.

##### 루시봇
루시의 전용 특공로봇. 파악을 잘하며, 가슴에서 링이 나간다. 여왕의 날개로 상대를 끝낸다.

##### 맥스봇
맥스의 전용 특공로봇. 파워와 방어력이 매우 강하며. 로켓포를 발사한다. 꽤 크다.

##### 레이봇
레이의 전용 특공로봇. 모든 분야에서 매우 뛰어나며, 2단 합체 두대를 상대할정도로 강하다.

#### X

##### 볼트봇
볼트의 전용 X머신. 공격력은 강하지 않지만, 빠르다. 형태는 레이싱 카

##### 새미봇
새미의 전용 X머신. 속도가 매우 빠르며 공격력이 강하다. 형태는 군용 비행기.

##### 루시봇
루시의 전용 X머신. 파악이 빠르며 형태는 승용차.

##### 맥스봇
맥스의 전용 X머신. 공격력과 파워가 매우 강하며, 형태는 드릴.

#### 펜타트론

##### 볼트봇
볼트의 새로운 X머신. 능력치는 볼트봇과 비슷하다. 형태는 지프차.

##### 새미봇
새미의 새로운 X머신. 능력치는 새미봇과 비슷하다. 형태는 헬기.

##### 루시봇
루시의 새로운 X머신. 능력치는 루시봇과 비슷하다. 형태는 슈퍼 레이저 카.

##### 리오봇
리오의 전용 X머신. 꽤 강하다. 

##### 레이봇
레이의 전용 X머신. 능력치는 레이봇과 비슷하다. 형태는 헬로 카봇의 제트렌과 비슷하다. 형태는 레이싱카

##### 티라카(성완경)→티라볼트(한만중)
볼트의 전용 트랜스헤드로, 티라노사우루스의 머리에서 탑승형 티라노사우루스로 변형한다. 무슨 이유인지는 불명이지만 파트2인 트랜스아머봇 시절부터는 성우가 바뀌었다.

##### 프테릭스→테라새미(홍진욱)
새미의 트랜스헤드로, 프테라노돈의 머리에서 탑승형 프테라노돈으로 변형한다.

##### 브라카→키오맥스(정영웅)
맥스의 트랜스헤드로, 브라키오사우루스의 머리에서 탑승형 브라키오사우루스로 변형한다.

##### 트릭스→케라루시(소연)
루시의 트랜스헤드로, 트리케라톱스의 머리에서 탑승형 트리케라톱스로 변형한다.

##### 스테고스→테고리오(이민규)
리오의 트랜스헤드로, 스테고사우루스의 머리에서 탑승형 스테고사우루스로 변형한다.

##### 티렉스→티라재키(엄상현)
티라카의 아종형 트랜스헤드로, 파트너는 재키다.

##### 베스페로→테라레이(신용우)
프테릭스의 아종형 트랜스헤드로, 파트너는 레이다.

##### 메가샤크→메가로돈 볼트, 메가로돈 새미(남도형)
메갈로돈형 트랜스헤드로, 파트너는 볼트다. 수중 전투용이라 등장이 드물며, 지상이나 공중전투는 불가능하고, 딱히 탑승자가 볼트가 아니더라도 수중전투를 해야한다면 누구나 탑승이 가능한 양산형 같은 느낌이 있다.

##### 테고리나
테고리오의 아종형으로, 신입 여성대원인 리나와 파트너를 이룬다. 색상은 토끼가 당근을 먹는 이미지를 심어주기 위함인지 주황색으로 나온다.

##### 티라노썬더
티라노사우루스형 차량에서 로봇 모드로 변형하는 메카.

##### 프테라스카이
프테라노돈형 전투기에서 로봇 모드로 변형하는 메카.

##### 다이노나이트
인간형 메카로, 건맥스의 오마주인지 차량이나 공룡으로 변신하는 묘사가 없으며, 특공 트라이카로 합체 시 상체와 머리를 맡는다.

##### 트리케라러시
트리케라톱스형 메카로, 출동 시 다이노나이트를 등에 태운 채로 출동한다. 특공 트라이가로 합체 시 가슴과 하체를 맡는다. 같은 트리케라톱스를 파트너로 둔 루시의 메인컬러에 맞춘 분홍색이 아닌 새미와 같은 빨간색으로 나와 일관성이 떨어져보인다.

##### 아르젠베이스
아르젠티노사우루스형 기지로, 주로 M-03G 팀이 슈퍼공룡들을 탑승한 상태로 출격할 때 목에 해당하는 부분을 숙여서 입구를 열어 출격시킨다. 주로 차량형이나 대형비클을 출격시킬 때 변형해서 출격시킨다.

##### 티라노카
외형은 티라노썬더와 판박이인 티라노 형태의 검은색 차량이다. 티라노 라이트닝으로 합체 시 양쪽 다리를 맡는다.

##### 프테라에어
외형은 프테라스카이와 판박인 프테라 형태의 노란색 전투기다. 티라노 라이트닝으로 합체 시 상체를 맡는다.

##### 타르보스톰
비스트모드의 경우 외형을 봐서는 로봇모드와 다이노모드를 섞은 느낌의 공룡 수인 형태로 다이노모드와 다를 바가 없어 왜 넣은 것인지는 불명이었지만 극장판에서 첸 사령관이 그 모드를 쓰면 탑승자의 생명까지 갉아먹어 로봇, 다이노모드와는 다르게 공격력이 높지만 그만큼 위험성이 높다고 한다.

##### 스테고마그마
스테고사우루스 형태의 메카. 사용 기술은 마그마 펀치, 마그마 킥, 마그마 발칸, 마그마 웨이브.

##### 리퓨마
브라키오사우루스 형태의 메카 중 하나. 컬러는 노란색으로 다이노모드 시 그라비톤과 함께 합체 형태로 변환하는데, 이때 브라키오사우루스의 상반신으로 변형한다.

##### 그라비톤
브라키오사우루스 형태의 메카 중 하나. 컬러는 초록색으로 관절 컬러링은 리퓨마와 정반대로 흰색이 아닌 검은색으로 되어있다. 다이노모드 시 리퓨마와 함께 합체 형태로 변환하는데, 이때 브라키오사우루스의 하반신으로 변형한다.

##### 특공슈퍼봇
티라노사우루스 형태의 슈퍼봇으로 합체하는 5대의 소형로봇들로 슈퍼공룡파워 본편 46화(파트2 20화)에서 합체구성원들인 슈퍼 로봇 5대가 처음으로 모습을 드러냈다.

###### 슈퍼 볼트봇
볼트의 특공 슈퍼봇으로 합체 시 머리를 맡는다.

###### 슈퍼 새미봇
새미의 특공 슈퍼봇으로 합체 시 꼬리를 맡는다.

###### 슈퍼 루시봇
루시의 특공 슈퍼봇으로 합체 시 발을 맡는다.

###### 슈퍼 맥스봇
맥스의 특공 슈퍼봇으로 합체 시 상반신을 맡는다.

###### 슈퍼 리오봇
리오의 특공 슈퍼봇으로 합체 시 하반신을 맡는다.

### 합체

#### 무인

##### 볼트맥스 트론
볼트봇이 맥스봇과 합체한 메카. 사용 기술은 강철의 날개, 강철의 날개 화염 폭풍, 강철의 날개 전환 공격 개시.

##### 새미루시 트론
루시봇이 새미봇과 합체한 메카. 사용 기술은 여왕의 빛, 초강력 특공 링.

##### 포스 자이언트 트론
볼트맥스 트론이 새미루시 트론과 그레이트 합체한 미니특공대 최강의 메카. 루시가 머리와 상체를, 볼트가 하체를, 맥스가 팔을, 새미가 다리를 맡는다. 또한, 합체 부위가 멤버들의 주 기술을 잘 살린 메카라고 할 수 있다.

##### 특공 X트론
미니특공대 X에 등장하는 메카. 새미가 머리를, 볼트가 몸통을, 루시가 팔을, 맥스가 다리를 맡는다. 포스 자이언트론과 마찬가지로 모든 메카가 합체한 모습이다. 최종병기이며 '합체! 특공 엑스트론' 편에서 빅다이노를 무찌르는 것은 성공, 다만 '단봇Z의 습격' 편에서 더 스트롱을 밀어붙인 뒤 마무리 일격을 날리려던 순간 단봇Z의 기습공격을 받는 바람에 오히려 단봇Z와 더 스트롱의 협공을 받고 심하게 망가진다. 결국 어떻게든 긴급수리를 하지만 완전히 복구시키기는 무리였던 모양인지 '특공 엑스트론, 최후의 전투' 편에서 오버 드라이브 모드를 써서 광폭화한 더 스트롱을 쓰러트린 직후 폭발하고 만다. 하지만 미리보기 13주차에서 수리가 완료되어 재등장했다. 사용 기술은 X 블래스터, X 부메랑, X 부메랑 오버드라이브 모드, 엑스트론 펀치, 특공 X 드릴킥.

##### 특공 펜타X트론
미니특공대 X 펜타트론에 등장하는 메카. 기존의 합체 메카의 구성원이 4대에서 5대로 늘었다. 맥스가 머리를, 볼트와 새미가 양쪽 팔을, 루시와 리오가 다리를 맡는다. 묘하게도 새로운 동료인 리오의 엑스 머신이 머리나 몸통이 아닌 왼쪽 다리를 맡는 추세이다. 그리고 이번을 연속으로 단 한번도 볼트봇이 합체 시 머리를 맡지는 않는다(...). 사용 기술은 코스모 웨이브, 모톤 허리케인, 슈퍼노바 펀치.

#### 슈퍼공룡파워

##### 특공 트라이가
미니특공대 슈퍼공룡파워에 등장한 메카. 트리케라톱스형 메카인 트리케라러시와 그 위에 파일럿처럼 탑승하는 인간형 메카인 다이노나이트로 구성되어 있으며, 특공 트라이가는 그 둘이 각각 다이노나이트가 상체로, 트리케라러시가 가슴과 하체로 합체해서 만들어진 메카다.

##### 특공 티라노 라이트닝
미니특공대 슈퍼공룡파워에 등장한 메카. 티라노카와 프테라에어가 2단 합체한 형태로 티라노카가 하반신을, 프테라에어가 상체를 맡는다.

##### 특공 브라키 마그네타
브라키오사우루스 형태의 메카로 다이노모드가 슈퍼공룡머신 리퓨마, 그라비톤이 합체한 형태이며, 로봇모드 변형 시 상반신은 리퓨마, 하반신은 그라비톤 총 2대의 메카로 나누어서 분리 변형을 하는 특징이 있다.

##### 슈퍼 티라킹
티라노사우루스 형태의 메카로 슈퍼 볼트봇이 머리를, 슈퍼 새미봇이 꼬리를, 슈퍼 맥스봇이 상반신을, 슈퍼 루시봇이 발을, 슈퍼 리오봇이 하반신을 맡는 구성으로 펜타트론 이후에 오랜만에 나온 5단합체 형태다. 본편 46화(슈퍼공룡파워 파트2 20화)에서 합체구성원들이 첫 등장했다. 다음화인 47화부터 티라킹이 본격적으로 등장한다.

## 특공 본부

### 본편

#### 이파스(CV:소연)
검은 고양이 소녀. 수지한테 주워와져서 M-03G 팀과 함께 집에서 지내게 되었다. 특히 볼트는 좋아하던 땅콩까지 나눠줄 정도로 푹 빠진 모양이다. X에서도 정보요원으로 복귀한다.

#### 라이트 박사(CV:정영웅)
특공 엑스봇의 개발자. 의외로 건망증 증세가 있다.

#### 고미아(CV:양정화)
붉은색 단발머리에 정장을 입은 리오의 비서. 격투기 유단자로 리오의 훈련을 도와주기도 한다. 누가 리오 비서 아니랄까봐 이 여자도 개그 캐릭터다.

#### 호크(CV:성완경)
전 미니특공대 요원이자 새미의 라이벌. 자세히 보면 새미와 비슷하게 생겼다. 실력은 새미와 비슷하지만 한수 아래인 듯하다.

#### 타오박사(CV:엄상현)
미니특공대에서 메카의 설계 및 제작을 맡고 있는 원숭이. 상당히 올곧은 성품을 가지고 있다. 첸 사령관과는 예전부터 알고 지내던 사이다.

### 극장판

#### 제레미 박사(CV:신용우)
극장판 영웅의 탄생에서 등장한 미니특공대 연구소에서 막강한 힘을 가진 에너지 물질 엘리늄을 연구하고 만들어 냈지만 도마뱀 군단의 습격으로 엘리늄을 뺏기고 연구소가 폭발해 사망하고 말았다.

#### 안나(CV:소연)
제레미 박사의 딸로, 종족은 토끼다. 도마뱀 군단 때문에 죽은 아버지의 복수를 하기 위해 M-03G 팀과 같이 도마뱀 군단들과 싸우지만 후반에 제우스의 공격을 받고 리타이어한다.

#### 원로(CV:엄상현(거북이 원로),전태열(너구리 원로),신용우(사막여우 원로),성완경(토끼 원로))
영웅의 탄생에서 등장한 미니특공대의 수장들. 거북이, 너구리, 사막여우, 토끼로 구성되어 있다. 첸 사령관의 엘리늄 탈환 작전과 이에 대한 지원을 허가한다.

## 조연

### 수지네 집

#### 루이(CV:이소영)
수지의 남동생. 볼트와는 죽이 맞는 성격이다. 가끔씩 수지의 행동에 못말려하기도 한다. 좋아하는 미니특공대는 새미다.

#### 수지 엄마(CV:김은아)
수지 엄마이다.

#### 두리 삼촌(CV:남도형)
수지와 루이의 삼촌. 돈도, 집도 없는 백수라 수지네 집에서 얹혀살고 있다. 좋아하는 미니특공대는 루시다.

### 무인

#### 해리(CV:신용우)
수지의 지인으로, 수지보다 나이가 많다. 수지와 약속을 잡아 데이트도 할 정도로 가까운 사이인 듯하다. 

#### 이든(CV:신용우)
수지의 지인. 수지의 옆집에 살며, 수지의 집에 있는 M-03G 팀을 위험한 동물이라고 칭하며 이상한 장비들을 갖추어 수지의 집으로 찾아가지만 화가 난 수지가 결국 쫓아버린다.

#### 미리(CV:양정화)
수지의 친구. 파란색 포니테일에 안경을 썼다. 동물을 좋아해서인지 M-03G 팀을 보고 엄청 좋아한다. 특히 새미를 좋아한다.

#### 쵸(CV:신용우)
첸 사령관의 옛 친구인 거북. 과거에 라오슈를 봉인시킨 경력이 있었으며, 역대 미니특공대 대원 중에서도 최고의 성과를 거둔 초특급요원이었다.

#### 조디(CV:남도형)
외계인. 물체를 똑같이 복제하는 능력을 가지고 있다. 우연히 지구에 불시착했는데, 파스칼이 조디의 힘을 이용해서 나쁜 짓을 꾸미려고 조디를 납치해가서 부하로 만들고, M-03G 팀은 '우주 방사능'의 영향으로 변신 불가 상태가 된다.

#### 미카(CV:신용우)
다람쥐 왕국의 왕자.

#### 포레스트 가디언
300년간 긴 잠에서 깨어난 먼 옛날부터 숲을 수호해 왔던 전설의 몬스터.

#### 카오 도사(CV:엄상현)
종족은 공작. 어느 날 M-03G 팀 앞에 나타나서 자신이 예언자라고 말한다. 처음에는 믿지 않았지만 나중에 그가 했던 예언이 모두 들어맞자 모두 그의 말을 믿게 된다.

### X/펜타트론

#### 아나운서(CV:소연)
모 방송사의 아나운서. 작중에서 뉴스가 방송되는 묘사가 많아 자잘하게 등장한다.

#### 수지네 담임(CV:김은아→양정화)
수지네 반이 시험을 볼 때 감독관이었는데, M-03G 팀이 수지를 돕겠다고 교실에 들어왔다가 사고를 치는 바람에 수지가 당황해서 시험을 망쳤다.

#### 쿠키할아버지(CV:이민규)
쿠키 가게를 운영하는 할아버지. 볼트가 그집 단골 손님이다. 은근 멘탈이 좋아서 쿠키킹이 만든 불량쿠키에도 넘어가지 않는 모습을 보이기도 했고, 제노스가 지구를 침략하여 모두가 불행 에너지를 내뿜고 있는 와중에도 유일하게 불행 에너지를 내뿜지 않았다.

#### 테리(CV:남도형)
수지가 좋아하는 남학생. 잘생긴 외모로 인기가 많으며, 수지보다 선배다. 수지와 댄스 파트너로 춤을 추는데, 나노머신이 담긴 수지의 구두에 무릎을 맞는다.

#### 로이 선생님(CV:남도형)
수지네 학교로 교생실습을 온 선생님. 창문으로 떨어질 뻔한 루시를 구해주고 루시와 연애 플래그가 생긴다.

#### 타미(CV:남도형)
병약한 소년. 휠체어를 타고 있는 것으로 보아 사고로 다리를 다친 듯한데, 무슨 병을 앓고 있었는지는 알 수 없다.

#### 키라(CV:성완경)
거대 꿀떡에 끼여 꽃밭으로 굴러가던 맥스를 구해준 성인 남성.

#### 캐리(CV:이소영→소연→양정화→김은아→소연→이소영)
검은색 장발에 빨간색 옷을 입은 여학생. 수지와는 같은 학교에 다니며, 같은 반이다.

### 슈퍼공룡파워

#### 포포(CV:정영웅)
축구를 좋아하는 남학생. 루이와는 동갑으로 추정된다. 발을 얼마나 안 씻는지 발냄새가 매우 심한 듯한데, 이 때문에 포포의 신발에 캡틴파워맨의 힘이 깃들려 괴물이 되었다. 사건이 끝난 후에는 새 신발을 매우 소중히 여긴다.

#### 쉐프
수지가 어머니 생신상차림 준비로 스파게티를 만들었지만 맛없다는 혹평에 볼트의 추천으로 수지에게 특별 요리 강습해 준 쉐프. 볼트가 쉐프와 친분이 있는 것으로 보아 쿠키 가게 사장님과 연관성이 있는 듯 싶다.

#### 피아노 잘치는 소녀(CV:소연)
피아노를 치는 소녀로, 이름이 밝혀지지 않았다. 콩쿠르 대회 연습으로 피아노를 치는데, 특정 부분이 잘 쳐지지 않아 좌절하며 화풀이로 피아노를 세게 치는 바람에 피아노 괴물이 탄생하게 되게 된다. 이후 리오가 피아노 괴물을 쓰러뜨리려고 하던 도중 피아노 괴물에게 사과할 기회를 달라고 부탁한다.

#### 조니(CV:엄상현)
루이의 동갑내기 친구로, 찡찡이라는 우산을 가지고 있다.

#### 한나
슈퍼공룡파워 후반부 19화 '소원을 들어주는 신기한 요술램프'에 등장한 흑발 소녀로, 램프를 떨어뜨린 볼트를 도와줬다.

## 미니특공대: 공룡왕 디노

#### 얀(CV:신용우)
미니특공대: 공룡왕 디노의 친구이자 주인공. 중국의 한 도시에 살고 있는 소년으로, 나이는 11살이다.
디노:얀의 친구이자 공룡. 좋아하는 것은 고기이고 후반에 미니특공대가 구해주어 공룡 세계로 돌아간다.

## 악당

### 무인

#### 투, 투투(CV:성완경,정영웅) 형제
작중에서 파스칼이 항상 데리고 다니는 쌍둥이 두꺼비. 이 중에서 투투는 파스칼의 힘으로 거대화해 M-03G 팀과 싸운 전적이 있었다. 하지만 갈수록 취급이 좋지 않은데, 가끔은 파스칼의 계획이 실패하는 원인이 되기도 한다. 철퇴를 무기로 사용한다.

#### 기계몬(CV: 정영웅)
나인이 만들어 낸 거대 로봇으로, 특공카와의 싸움 담당이다. 물건, 동물, 식물 등 다양한 모습을 하고 있다. 본인의 최강의 기계몬인 '트럭 기계몬'도 있으며, 파스칼이 직접 조종하는 '특공 기계몬'도 존재한다.

#### 졸병봇
작중에서 나인이 보내는 전투원 로봇. 해골과 비슷한 모습에 외눈박이인 외형을 가지고 있다. 크기는 거의 장난감 수준으로 작지만 충분히 인간을 위협하고 붙잡을 수준이다. 시즌 2 최후반에는 M-03G 팀의 격투기에 버틸정도로 중무장 형태로 강화된다.

### X/펜타트론

#### 졸병 외계인
작중 등장하는 잡몹들. 투명화가 가능한 작은 강습 상륙함에서 소환되며, 개체당 전투력은 별로 높지 않은 걸로 보이지만 충분히 인간을 위협할 수준이다.

#### 졸병 로봇
펜타트론에서 등장하는 전투 로봇. 조드가 개발했으며, 전투력이 졸병 외계인들보다 더 높다. '미니특공대X, 우주로 출격!' 편과 '제노스의 완전한 부활' 편에서 졸병 외계인들과 같이 전원 파괴된다.

### 슈퍼공룡파워

#### 졸병로봇
캡틴파워맨과 비슷하게 생겼으며, 오른손이 철퇴로 되어있다. 캡틴파워맨에게서 레이를 구한 M-03G 팀을 쫓다가 당한다. 이의 거대 버전도 있다.

#### 악테온
파스칼과의 전투가 끝나고 마지막 장면에 등장한 악당. 모습은 장수풍뎅이처럼 생겼고 가슴팍에는 다이아몬드 모양이 있다. 신비한 힘을 내뿜으며 '미니특공대, 지금부터 시작이다'라는 대사를 친다.
3기에서 이 캐릭터가 메인 악역으로 등장할 것 같다는 얘기가 많았지만 정작 제노스가 메인 악역으로 등장하면서 의문을 표시한 시청자들이 많았다. 제작진의 해명으로는 원래는 악당들을 곤충 컨셉으로 갈려고 마지막에 곤충 느낌나는 악당을 집어넣었는데 정작 곤충은 징그러울 수 있다며 제작진들과의 의견이 갈렸고 다양한 악당을 만들어 내기 위해 변경한 것이라고 한다. 결국 이 캐릭터는 제작자들의 의해 존재 자체가 사라진 비운의 캐릭터다.

## 악당-단역

### 무인편

#### 피오(CV:정영웅)
꼬리의 독이 들어있는 전갈. 파스칼이 처음으로 보냈다.

#### 토레스(CV:신용우)
파스칼이 보낸 거북 괴인. 다른 거북들을 노예화시키고 그들에게 강제노동을 시키면서 끈질기게 괴롭혀 왔다.

#### 메두사(CV:정영웅)
종족은 이름 그대로 메두사. 눈에서 빔을 쏴서 맞은 대상을 석화시키는 능력을 가지고 있다. 최강전사 미니특공대의 시즌 1'메두사의 습격'에서 루시와 새미 특공카를 석화시켰지만 볼트맥스 트론의 '강철의 날개에 당한다.(메두사는 파스칼의 옛 부하이다.)

#### 바이올렛(CV:양정화)
다른 스컹크들과는 다르게 몸에서 향기로운 냄새를 뿜는 스컹크 소녀. 그 점 때문에 다른 스컹크 친구들에게 따돌림을 당해왔다. 이 점을 간과한 파스칼은 바이올렛에게 "강해지면 아무도 널 괴롭힐 수 없을 거야!"라며 지팡이를 줘서 파워업시키고, 그렇게 다른 스컹크들을 세뇌시켜서 숲속을 스컹크들의 고약한 냄새로 가득 채우려고 했다.

#### 뱀프(CV:정영웅)
'어둠 속의 그림자' 편의 적으로 등장한 박쥐. 이름은 뱀파이어에서 따온 것 같다. 박쥐답게 야행성이라 해가 뜨면 능력이 약해지고, 가면라이더 나이트같은 분신술도 사용할 수 있다.

#### 라오슈(CV:엄상현)
어원은 선생을 뜻하는 중국어 'laoshi'. 파스칼에 의해 봉인에 풀려난 두더지 괴인.

#### 그리폰(CV:엄상현)
파스칼이 보낸 괴인. 이름 그대로 생김새가 그리폰과 닮았다. 큐피드의 화살처럼 맞은 대상은 처음 본 상대에게 반하게 되는 신비한 화살을 무기로 사용한다. 이 능력으로 동물들과 인간들에게 거짓된 사랑을 만든다.

#### 아포피스(CV:정영웅)
과거에 M-03G 팀을 배신하고 악행을 저지른 코브라. 레이에 의해 관 속에 봉인되었지만 파스칼이 나타나서 봉인을 풀게 되어 부활한다.

#### 펭코(CV:남도형), 펭키(CV:정영웅)
쌍둥이 펭귄 도둑. 수지의 스마트폰을 훔쳐가려 하지만 M-03G 팀에 의해 경찰에 연행된다.

#### 실라(CV:소연)
구렁이 괴인. 하체는 뱀이고 상체는 여성의 모습을 하고 있다. 다람쥐 왕국에 쳐들어와서 녹색의 독가스로 다람쥐 시민들을 모두 개구리로 만들어 버린다.

#### 라나(CV:정혜원)
개구리 소녀. 이름의 유래도 라틴어로 개구리를 뜻하는 '라나'에서 따왔다. 누구한테 쫓겨다니다가 M-03G 팀의 도움으로 같이 살게 되었고, 청소와 요리 등을 도와주면서 상냥한 모습을 보인다. 그러나 정체는 이파스처럼 나인 세력이 보낸 스파이로, 착하고 순한 인상과는 달리 쿠키와 사과 속에 독을 주입해서 볼트를 독살시키려고까지 했다.

#### 샤쿠(CV:남도형)
상어 해적왕. 투명 능력이 부여되는 신비한 팔찌로 맥스를 이용하려 한다.

#### 페로(CV:전태열)
샤쿠의 부하인 앵무새. 수지의 집에 삼촌으로 잠입하고 맥스의 심리와 팔찌를 이용해서 맥스에게서 친구들에 대한 증오심을 불러일으켜 M-03G 팀을 이간질시킨다. 하지만 그 계획이 들통나자 샤쿠만 믿고 큰소리치다 얄짤없이 털렸다(...).

#### 크로커(CV:엄상현)
원래는 평범한 악어지만 파스칼이 아무리 먹어도 배가 차지 않는 '굶주림 바이러스'를 강제로 주입해 다른 존재들의 식량과 심지어 물건과 동물까지 집어삼키는 사악한 존재로 만들었다.

### 극장판미니특공대: 영웅의 탄생

#### 제우스(CV:성완경)
엘리늄의 힘으로 전세계를 전복하고 모든 동물들과 인간들을 지배하려는 야망을 가졌다.

#### 파카스(CV:남도형)
종족은 도마뱀. 제우스의 오른팔이자 파스칼의 남동생. 도마뱀 군단의 행동대장이다. 비열하고 악랄해서 전투 중에 비겁한 짓을 한다. 파카스의 형인 파스칼처럼 자기 부하 2명을 데리고 있으며(목도리 도마뱀형), M-03G 팀의 특공카와 비슷한 로봇을 가지고 있다. 자기 동생이 죽었다는 얘기를 감옥에서 들은 파스칼은 M-03G 팀을 증오하게 된다.

### X/펜타트론

#### U2(CV:이민규)
슬픔을 일으키는 음파를 아용하는 외계인.

#### 라이어(CV:이민규)
거짓말을 하게 만드는 외계인.

#### SN(CV:이민규)
사이가 나쁜 존재들을 서로 붙게 만드는 자석 외계인.

#### 슈 형제(CV:홍진욱,이민규)
인간들을 억지로 춤을 추게 만드는 댄스 외계인들.

#### 헤라(CV:이소영)
그린 고블린,홉고블린의 고블린 글라이더처럼 생긴 메카를 타면서 어른들을 아기로 만드는 마녀 외계인이며 수지의 엄마와 두리 삼촌을 비롯한 도시의 어른들을 아기로 만든다.

#### 쿠키킹(CV:남도형)
충치를 일으키는 성분이 함유된 쿠키를 만들어 내는 외계인.

#### 히트웨이브(CV:이민규)
최악의 폭염을 일으키는 외계인.

#### 카멜레온(CV:남도형)
자신을 포함한 사물이나 인간을 투명하게 하는 투명 외계인.

#### 카카오(CV:이민규)
악취를 일으키는 초콜릿 외계인. 첫 장면에는 빼빼로같은 외형으로 등장했지만 카라가 준 초콜릿을 먹고 파워업된다.

#### 다크나이트(CV:신용우→이민규)
암흑의 이차원 공간을 만들어 내는 외계인. 제노스의 부하는 아니고 10000캐럿의 우주 다이아몬드를 대가로 M-03G 팀을 없애기 위해 고용된 용병이다.

#### 빅다이노(CV:이민규)
수수께끼의 초대형 외계인. 공룡 형태이며, 말을 1도 못하게 생긴 외견과 다르게 매우 또박또박 잘 말한다. 상당히 강력해서 특공 엑스봇으로는 도저히 이길 수가 없다고 한다. 특공 엑스봇을 무차별하게 공격한 후, 많은 양의 불행 에너지를 모은다.

#### 더 스트롱(CV:홍진욱→남도형)
이제까지와 다르게 카라를 통해 소환되지 않고 제노스가 직접 부르거나 제노스가 드물게 부탁의 어조로 말하는 것을 보면 상당히 신임하는 부하인 모양이다.

#### 두들러(CV:이민규)
조드가 부른 낙서 외계인으로, 인간들을 조종하여 온도시를 낙서 투성이로 만든다.

#### 우엑파(CV:엄상현)
인간들을 멀미하게 만드는 힘을 가지고 있다.

#### 스파이더(CV:이민규)
볼트를 세뇌시키기 위해 조드가 부른 거미 외계인으로, 볼트에게 소형 거미로봇을 붙여 자신의 포로로 만든다.

#### 킬러 비(CV:남도형)
벌침을 쏘아 악몽을 꾸게 만드는 벌 외계인. 과거 '맹독의 암살자'로 제노스의 적들을 독으로 쓰러뜨리며 악명을 떨쳤지만 모종의 사건을 계기로 그를 배신하고 어디론가 잠적했다.

#### 미스터 Q(CV:전태열→이민규)
퀴즈를 사랑하는 퀴즈 외계인으로, 퀴즈를 맞추지 못한 참가자들을 돌로 만드는 힘을 가지고 있다.

#### 매지컬(CV:소연)
전작의 헤라를 이은 두 번째 여성 외계인. 마법소녀 외계인으로, 상대의 영혼을 바꿔버리는 힘을 가지고 있다. 심지어 동물도 되어서 새미와 루시의 영혼을 바꿔놓는다.

#### 스웩파이브(CV:소연(그린),양정화(레드),김은아(퍼플)(블루),이소영(옐로우)
다섯 쌍둥이 우주 아이돌 외계인들이자 헤라, 매지컬에 이은 여성 외계인들.

#### 미스트(CV:이민규)
안개로 세상을 뒤덮는 외계인.

#### 부시익(CV:홍진욱)
금속을 부식시키는 능력을 가지고 있는 외계인.